# Castello di Štítina
Il castello di Štítina (in ceco Zámek Štítina) si trovava nell'omonimo comune del Distretto di Opava nella Regione di Moravia-Slesia, Repubblica Ceca. Il castello, che risaliva al XIV secolo, è stato demolito nel 1988.

## Storia
La fortezza Štítina venne menzionata per la prima volta nel 1337 e in quel tempo l'insediamento sotto il castello si chiamava Troubky. Solo più tardi il nome del piccolo centro abitato divenne lo stesso della fortezza. Pur non essendo chiare le fasi evolutive della sua costruzione sembra che ad un certo punto sia stata dotata di un fossato a sua protezione. Probabilmente fu oggetto di ampliamenti e ristrutturazioni durante la signoria di Mikuláš Tvorkovský di Kravaře che ne modificarono l'aspetto dandole forme rinascimentali e divenne sede di una guarnigione dell'esercito imperiale. Dal 1837 divenne proprietà dell'Ordine dei Cavalieri Teutonici poi, nel 1785, le autorità locali trasformarono l'antica residenza in una fabbrica di birra modificandone l'aspetto in modo irreversibile, il fossato fu riempito e il ponte levatoio fu rimosso. A lungo la struttura rimase un sito d'interesse anche se lentamente cadde in rovina a causa del suo abbandono e per il fatto di non essere più abitata. Nel 1988, nonostante l'opposizione di gruppi di cittadini che lo volevano mantenere, l'edificio fu demolito. Si sono conservate le parti interrate con un breve tratto dei bastioni e uno stagno. Il sito appare da quel momento un'area vuota e priva di costruzioni.

## Descrizione
Il castello si trovava nel comune di Štítina nella Regione di Moravia-Slesia, Repubblica Ceca. Edificata nella valle alluvionale del fiume Opava divenne una struttura a quattro ali. La fortezza medievale era circondato da un fiume a nord, e sul lato sud scorreva un canale che alimentava un mulino e che portava l'acqua dal fiume al fossato vicino alla fortezza e anche a diversi stagni locali. I resti di questa struttura medievale sono indicati su una planimetria del 1893 ed erano ancora visibili sino agli anni ottanta del XX secolo. Il castello era costituito da un edificio a quattro ali che racchiudevano un cortile interno rettangolare. L'ingresso e l'ala principale orientale con annesse ali settentrionale e meridionale erano su più piani mentre l'ala occidentale aveva solo il piano terra. Nell'area non sono state effettuate ricerche archeologiche e non è possibile ricavare altre informazioni sul suo passato. Sul sito c'è uno spazio vuoto.